# Braunschweiger Straße 99 (Magdeburg)

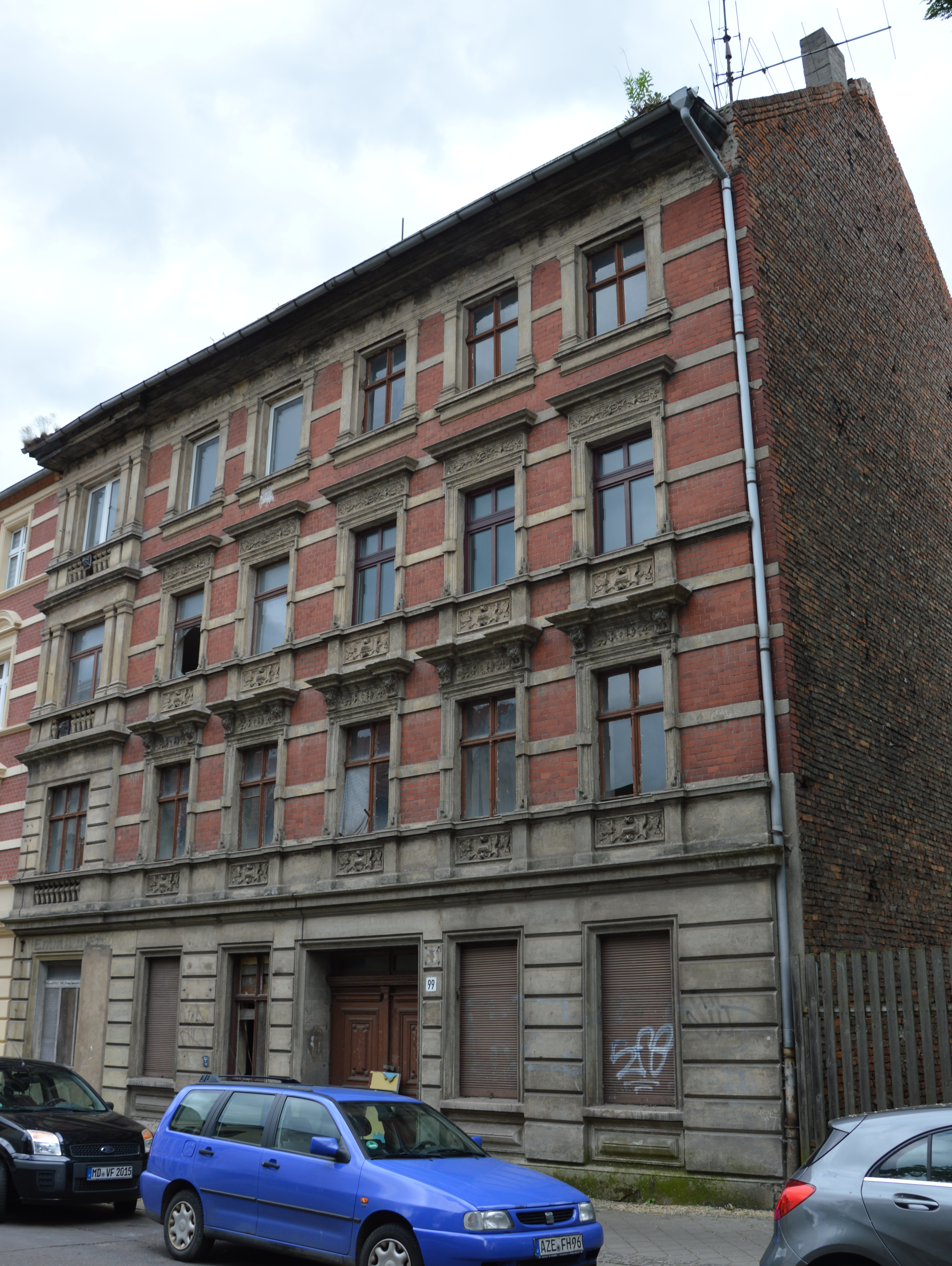
Braunschweiger Straße 99

Das Haus Braunschweiger Straße 99 ist ein denkmalgeschütztes Wohnhaus in Magdeburg in Sachsen-Anhalt.

## Lage
Es befindet sich auf der Südseite der Braunschweiger Straße im Magdeburger Stadtteil Sudenburg. Das Gebäude gehört als  Einzeldenkmal zum Denkmalbereich Braunschweiger Straße 1–10, 98–108. Östlich grenzt das gleichfalls denkmalgeschützte Haus Braunschweiger Straße 100 an.

## Architektur und Geschichte
Der viergeschossige Bau entstand mit einem hinteren Seitenflügel, wie auch das benachbarte Gebäude Nummer 100, für den Holzhändler Friedrich Klaus. Die repräsentativ gestaltete sechsachsige Fassade ist mit ihren Putzelementen im Stil der Neorenaissance ausgeführt. Die äußerste linke Achse tritt als flacher Risalit hervor. An den Fensterbrüstungen bestehen Stuckverzierungen in manieristischer Gestaltung.
Im Denkmalverzeichnis für Magdeburg ist das Wohnhaus unter der Erfassungsnummer 094 81939 als Baudenkmal verzeichnet.
Das Gebäude gilt als Teil der erhaltenen gründerzeitlichen Häuserzeile als prägend für das Straßenbild und wichtiges Dokument für die bauliche Entwicklung Sudenburgs in der Bauzeit. Derzeit (Stand 2017) ist das Wohnhaus sanierungsbedürftig.